# Black Out (serie de televisión)
Black Out (en hangul, 백설공주에게 죽음을; en hanja, 白雪公主에게 죽음을; McCune-Reischauer, Paeksŏlgongjuege chukŭmŭl; literalmente, «Blancanieves debe morir») es una serie de televisión surcoreana escrita por Seo Joo-yeon, dirigida por Byun Young-joo, y protagonizada por Byun Yo-han, Go Jun, Go Bo-gyeol y Kim Bo-ra. Está basada en la novela del mismo título original escrita por Nele Neuhaus. Se emitió por el canal MBC desde el 16 de agosto hasta el 4 de octubre de 2024, en horario de viernes y sábados a las 21:50 (hora local coreana). También está disponible en la plataforma Wavve.

## Sinopsis
Un drama de suspenso y crimen retrospectivo, ambientado en un pueblo aislado, sobre un joven que se convirtió en asesino cuando fue identificado como el culpable de un misterioso caso de asesinato en el que el cuerpo nunca fue encontrado. Él no recuerda nada de aquel crimen, y descubre la verdad de lo que sucedió ese día diez años después.

## Reparto

### Principal
- Byun Yo-han como Go Jung-woo, un prometedor estudiante de medicina que de repente se convierte en un asesino después de un caso de asesinato que ni siquiera recuerda. Fue arrestado bajo la acusación de asesinar a dos estudiantes de la misma clase y cumplió diez años de prisión. Después de eso, abandona su ciudad natal e intenta comenzar una nueva vida, pero no puede hacerlo debido a extraños eventos que ocurren uno tras otro a su alrededor.[4][5]
- Go Jun como No Sang-cheol, un detective asignado al caso relacionado con Jung-woo. Era un detective de élite con un futuro prometedor que se graduó como el mejor de su clase en la academia de policía, pero su vida y su carrera se arruinan cuando su novia es brutalmente asesinada el día de su boda y él es degradado a una comisaría de policía local. Ya desde su primer día en la comisaría de Mucheon ocurren varios incidentes, y Noh Sang-cheol se da cuenta de que todo está relacionado con un caso de asesinato que ocurrió hace once años.[6][7]
- Go Bo-gyeol como Choi Na-gyeom, una actriz estrella de primera línea y compañera de secundaria de Jung-woo que está enamorada de él desde hace mucho tiempo. Apoya devotamente a Jung-woo durante los diez años de prisión y sueña con una vida feliz en Seúl después de su liberación, pero cuando él regresa a Mucheon sus planes comienzan a desmoronarse.[8][9]
- Kim Bo-ra como Ha-seol, una estudiante de medicina que se ausenta de la facultad de medicina y viaja por el país en un escúter, y casualmente termina trabajando a tiempo parcial en Mucheon Garden, el restaurante donde trabaja la madre de Go Jung-woo, donde ocurren unos extraños eventos.[10][11]

### Secundario

#### Entorno de Jung-woo
- Kim Mi-kyung como Jeong Geum-hee, madre de Jung-woo, con una personalidad tan erguida como un bambú, que se queda en la aldea y soporta plenamente el desprecio y las maldiciones de la gente, como si asumiera la responsabilidad de los pecados cometidos por su hijo.[12][13]
- Ahn Nae-sang como Chang-su, padre de Jung-woo, un hombre paciente que hará cualquier cosa por su hijo. Mientras trabaja duro para administrar un restaurante, de repente enferma y pasa por un momento difícil.[12][14]
- Lee Tae-gu como Byeong Moo-yang.
- Lee Woo-jae como Shin Min-soo, un amigo de la infancia de Jung-woo; es sensible y tímido.[15]
- Jang Ha-eun como Shim Bo-young, la mejor amiga de Jung-woo durante sus días escolares. Aunque Bo-young creció en un ambiente familiar desfavorable, tiene una personalidad brillante y alegre.[16]
- Han So-eun como Park Da-eun, la novia de Jung-woo.[17][18]

#### Gente del pueblo
- Jo Jae-yoon como Shim Dong-min, un padre cuya vida se desmorona tras la muerte de su única hija. Es un alcohólico que se vuelve violento cada vez que bebe. Después de la muerte de su hija, sus síntomas empeoran, por lo que no suelta nunca la botella y alivia su estrés siendo cruel con Jeong Geum-hee.[12][19]
- Park Mi-hyeon  como Lee Jae-hee.
- Cha Soon-bae como Yang Heung-soo.[20]
- Lee Doo-il como Shin Chu-ho.
- Lee Jeong-eun como Kim Jeong-sook

#### Otros
- Kwon Hae-hyo como Hyun Gu-tak, jefe de policía de Mucheon.[12][14]
- Lee Ga-sub como Hyun Soo-oh.[21]
- Bae Jong-ok como Ye Yeong-sil, miembro de la Asamblea Nacional por tres períodos de la ciudad de Mucheon, que tiene una personalidad aguda y recta hasta el punto de ser elegida a una edad temprana. No está satisfecha con el presente y desarrolla sin cesar su ambición por alcanzar una cima más alta.[14][22]
- Jeong Gong-hwan como Park Hyeong-sik, marido de Yeong-sil.
- Jang Won-young  como Kim Hee-do.

## Producción
Black Out es una coproducción de Hidden Sequence y RaemongRaein. El guion de la serie está basado en la novela del mismo título original escrita por Nele Neuhaus, y es obra de Seo Joo-yeon. La directora es Byun Young-joo, quien citó precisamente el guion y la presencia del actor Byun Yo-han como los motivos por los que eligió dirigir su primera serie televisiva. Byun dirigió en 1995 el documental En voz baja, el primero que se estrenó en sala en Corea del Sur, sobre las mujeres de consuelo durante la Segunda Guerra Mundial. En 2012 dirigió también la exitosa película de intriga Helpless (en hangul, 화차). Su propósito en esta serie es «expresar bien las relaciones distorsionadas entre la gente del pueblo que vive ocultando algo enorme y, a medida que pasa el tiempo, todos los que estaban juntos tienen algo que ocultar y se vuelven iguales».
El 18 de junio de 2021 la agencia de Byun Yo-han informó de que había recibido una propuesta para protagonizar la serie y la estaba considerando. El 27 de julio del mismo año la agencia de Go Bo-gyeol publicó un comunicado análogo referido a su representada. El 5 de octubre se les unió Kim Bo-ra, y el 1 de noviembre Ko Jun.
El rodaje se había iniciado en el segundo semestre de 2021, pero se interrumpiò por un cambio de director: fue entonces cuando se anunció que sería la primera serie de Byun Young-joo. El rodaje se reanudó y se completó en junio de 2022. La productora RaemongRaein programó la puesta en onda para la segunda mitad de 2023. Después se pospuso a los primeros meses de 2024, pero finalmente se trasladó a agosto, por lo que pasó casi dos años concluida y sin emitirse, coyuntura por la que en las últimas temporadas de la televisión surcoreana están pasando otras muchas producciones.
El primer avance de la serie se lanzó el 2 de julio de 2024, y presenta los hechos ocurridos diez años antes del momento en que parte la trama: el crimen, el rechazo de los padres, la condena y la entrada en la cárcel de Go Jung-woo. El 4 de julio se publicó un primer cartel de avance, y el 25 del mismo mes el cartel principal. Por otra parte, MBC programó para tres días (3, 5 y 8 de agosto) un «vídeo de estreno» en el que la directora presenta la serie y explica aspectos de las audiciones y de su trabajo en la misma.

## Estreno
El estreno mundial se produjo en la sección Rendezvous del 7.º Festival Internacional de Series de Cannes en abril de 2024. Esta invitación al festival abrió la posibilidad de que se pudiera veneder en los mercados extranjeros. En el ámbito nacional, MBC confirmó el 4 de junio de 2024 la programación de la serie para el horario de viernes y sábado a partir del mes de agosto.

## Audiencia
| Temporada | Temporada | Episodio número | Episodio número | Episodio número | Episodio número | Episodio número | Episodio número | Episodio número | Episodio número | Episodio número | Episodio número | Episodio número | Episodio número | Episodio número | Episodio número | Promedio |
| Temporada | Temporada | 1               | 2               | 3               | 4               | 5               | 6               | 7               | 8               | 9               | 10              | 11              | 12              | 13              | 14              | Promedio |
| --------- | --------- | --------------- | --------------- | --------------- | --------------- | --------------- | --------------- | --------------- | --------------- | --------------- | --------------- | --------------- | --------------- | --------------- | --------------- | -------- |
|           | 1         | 484             | —               | 748             | 658             | 726             | 752             | 873             | 1033            | 1042            | 980             | 1471            | 1351            | 1491            | 1395            | 0.929    |

| Episodio | Fecha de emisión         | Índices de audiencia (Nielsen Korea) | Índices de audiencia (Nielsen Korea) |
| Episodio | Fecha de emisión         | Nacional                             | Seúl                                 |
| --- | ------------------------ | ------------------------------------ | ------------------------------------ |
| 1 | 16 de agosto de 2024     | 2,8 % (18.ª)                         | 2,6 % (19.ª)                         |
| 2 | 17 de agosto de 2024     | 2,7 % (25.ª)                         | ND                                   |
| 3 | 23 de agosto de 2024     | 4,6 % (11.ª)                         | 4,4 % (12.ª)                         |
| 4 | 24 de agosto de 2024     | 4,4 % (13.ª)                         | 3,8 % (14.ª)                         |
| 5 | 30 de agosto de 2024     | 5,1 % (11.ª)                         | 4,7 % (11.ª)                         |
| 6 | 31 de agosto de 2024     | 4,8 % (7.ª)                          | 4,2 % (10.ª)                         |
| 7 | 6 de septiembre de 2024  | 5,7 % (9.ª)                          | 5,7 % (9.ª)                          |
| 8 | 7 de septiembre de 2024  | 6,4 % (3.ª)                          | 6,1 % (3.ª)                          |
| 9 | 13 de septiembre de 2024 | 6,5 % (7.ª)                          | 6,4 % (8.ª)                          |
| 10 | 20de septiembre de 2024  | 6,1 % (9.ª)                          | 5,9 % (9.ª)                          |
| 11 | 21 de septiembre de 2024 | 8,7 % (3.ª)                          | 8,5 % (3.ª)                          |
| 12 | 27 de septiembre de 2024 | 7,9 % (5.ª)                          | 7,5 % (3.ª)                          |
| 13 | 28 de septiembre de 2024 | 8,6 % (3.ª)                          | 8,2 % (3.ª)                          |
| 14 | 4 de octubre de 2024     | 8,8 % (3.ª)                          | 8.2% (3.ª)                           |
| Promedio | Promedio                 | 5,9 %                                | 5,9 %                                |
| - En la tabla superior, los números azules representan las calificaciones más bajas y los números rojos representan las más altas. - ‘ND’ señala que el dato no fue publicado. |                          |                                      |                                      |